# صنع في الهاوية
صنع في الهاوية (باليابانية: メイドインアビス، بالروماجي: Meido in Abisu) هي سلسلة مانغا يابانية من تأليف ورسم أكيهيتو تسوكوشي، نشرت على موقع ويب كوميك غامّا منذ 20 أكتوبر 2012. ونشرت من قبل تاكِشوبو ولديها حتى الآن 9 مجلدات. واقتبست المانغا إلى مسلسل أنمي تلفزيوني من إنتاج ستديو كينيما سيتروس.

## القصة
القصة تدور حول كهف يدعى “الهاوية” وهو المكان الوحيد الغير مستكشف في العالم، مخلوقات غريبة ورائعة في أعماقه وكنوز أثرية لم تستخرج بعد، الكهف يستهوي البشر ويتوجه العديد من المغامرين لاستكشاف الكهف ويُطلق عليه “غزاة الكهف”، فتاة صغيرة تدعى ريكو تعيش في بلدة صغيرة بجانب الكهف وتسمى أوسو، حلمها بان تكون غازية للكهف مثل والدتها وتحل أسراره الغامضة، ذات يوم تبدأ ريكو باستكشاف الكهوف وتعثر على روبوت يشبه طفل الإنسان.

## الشخصيات
- ريكو (باليابانية: リコ)

مؤدي الصوت: ميو توميتا
- ريغ (باليابانية: レグ)

مؤدي الصوت: ماريا إيسي.
- ناناتشي (باليابانية: ナナチ)

مؤدي الصوت: شيوري إيزاوا.

## العاملون على الانيمي
- إخراج: ماسايوكي كوجيما.
- مصمم الشخصيات: كازوشيكا كيسي.
- تنسيق القصة: هيديوكي كوراتا.
- ستديو: كينِما سيتروس.

## روابط أضافية
- الموقع الرسمي
- صنع في الهاوية على موقع ANN manga (الإنجليزية)
- صنع في الهاوية على قاعدة بيانات الانمي العربية (بالعربية)